# Charles Maximilien de Belleforière
Pour les autres membres de la famille, voir Maison de Soyécourt.
Charles Maximilien de Belleforière de Soyécourt (vers 1619-1679), était un noble picard familier de Louis XIV.

## Biographie

### Famille
Charles Maximilien de Belleforière était le fils de Antoine Maximilien de Belleforière, marquis de Soyécourt et de Judith de Mesme. Il fut marquis de Soyécourt, baron d'Itres, comte de Tilloloy et Tupigny, seigneur de Roye et de Guerbigny et autres lieux. Il embrassa la carrière des armes.
Il épousa le 23 février 1656, Marie-Renée de Longueil - fille du second président au Parlement de Paris, surintendant des finances, chancelier de la reine-mère Anne d'Autriche - dont il eut trois enfants:
- Jean Maximilien de Belleforière-Soyécourt (après 1656-1er juillet 1690), colonel du Régiment de Vermandois, tué à la Bataille de Fleurus, pendant la Guerre de la Ligue d'Augsbourg,
- Adolphe de Belleforière-Soyécourt (après 1656-2 juillet 1690), capitaine-lieutenant des gendarmes du Dauphin, tué lui aussi à la bataille de Fleurus et
- Marie-Renée de Belleforière, seule héritière après la mort de ses frères, qui épousa, le 5 février 1682, Thimoléon Gilbert de Seiglière réalisant ainsi l'union des deux familles.

### Carrière militaire
En 1648, il se distingua à la bataille de Lens et en 1652, il leva un nouveau régiment de Soyécourt. Il fut gouverneur de la ville et de la citadelle de Rue. 
Le 2 août 1653, il fut nommé Maréchal de camp puis grand maître de la garde-robe le 10 septembre de la même année. En 1661, il devint maître de camp de cavalerie et devint chevalier de l'ordre du Saint-Esprit.

### Un courtisan
Le 12 décembre 1669, il fut nommé grand veneur de France et devint ainsi l'un des six grands officiers de la couronne. Familier de la cour, il garda la faveur de Louis XIV qui fit de lui son aide de camp lors des sièges de Tournai, Douai et Lille au cours de la Guerre de Dévolution.
Molière se serait inspiré de Charles Maximilien pour le personnage de Dorante dans sa comédie-ballet, Les Fâcheux. C'était le courtisan par excellence par son adresse, la distinction de ses manières, son originalité, sa magnificence.

## Pour approfondir